# Dancing Girls
Dancing Girls ist die dritte Singleauskopplung des Albums Human Racing des britischen Popmusikers Nik Kershaw.

## Aufnahme und Veröffentlichung
Die Single wurde, wie alle anderen Songs von Kershaws Debütalbum, im Sommer 1983 aufgenommen und erstmals am 27. Februar 1984 auf dem Album Human Racing veröffentlicht. Die Single erschien ungefähr einen Monat später.

## Songtext
In einem Interview sagte Nik Kershaw Folgendes:

“Dancing Girls” is about a bloke a bit down on his luck. He’s got a job and everything but he’s bored sick with the routine of getting up, going to work, coming home, watching the telly, going to bed … in the end he’s saying, „For God’s sake, bring on the dancing girls! Let something exciting happen to me for a change.“ But again the idea was exaggerated.

„“Dancing Girls” ist über einen Kerl, dessen Glück etwas verloren zu sein scheint. Er hat einen Job und alles, aber er ist durch die Routine vom Aufstehen, zur Arbeit gehen, nach Hause gehen, Fernsehen und zu Bett zu gehen genervt … Am Ende sagt er „Um Gottes Willen, lasse die tanzenden Mädchen erscheinen! Lass etwas aufregendes passieren, damit sich für mich etwas ändert.“ Aber wieder war die Idee übertrieben.“

## Musikvideo
Im Musikvideo sieht man Kershaw als normalen Arbeiter in einem Vorort. Er ist allerdings die Routine satt, weshalb in seinem Kopf die (etwas älteren) Frauen tanzen. Trotz einer Untersuchung beim Arzt verschwinden die Wahnvorstellungen und die Depressionen nicht. Überall sieht er alle Frauen tanzen. Während des ganzen Videos taucht außerdem immer wieder eine Ballerina auf.

“Bring on the dancing girls. Take off the cold night and the sad day. Bring on the dancing girls. Take off the twilight and the sky so grey. And they dance for him inside his head.”

„Lass die tanzenden Mädchen erscheinen. Vergiss die kalte Nacht und den traurigen Tag. Lass die tanzenden Mädchen erscheinen. Vergiss die Dämmerung und den grauen Himmel. Und sie tanzen für ihn in seinem Kopf.“

Der Teil des Videos, der im Freien stattfindet, wurde in der Woodberry Grove in Finchley, Nordlondon gedreht.

## Trackliste
- 7’’ (259 568-7)[4]
  - Dancing Girls
  - She Cries
- 12’’ (259 567-0)[4]
  - Dancing Girls Extended 12’’ Remix
  - Drum Talk [Special Extended Version]
  - She Cries